# MG F / MG TF
Voor de MG TF uit 1953 - 1955, zie MG T-type
De MG F en MG TF zijn kleine roadsters van MG, verkocht tussen 1995 en 2011. Ze hebben een middenmotor en achterwielaandrijving.
De MG F is ontworpen door Rover Group en werd toen BMW de groep overnam op de markt gebracht. In 2002 kwam de door MG Rover ontworpen opvolger op de markt, de MG TF.
Na het faillissement van MG Rover zette Nanjing Automobile, de nieuwe eigenaar van MG, tussen 2007 en 2011 de productie van de MG TF verder.

## MG F

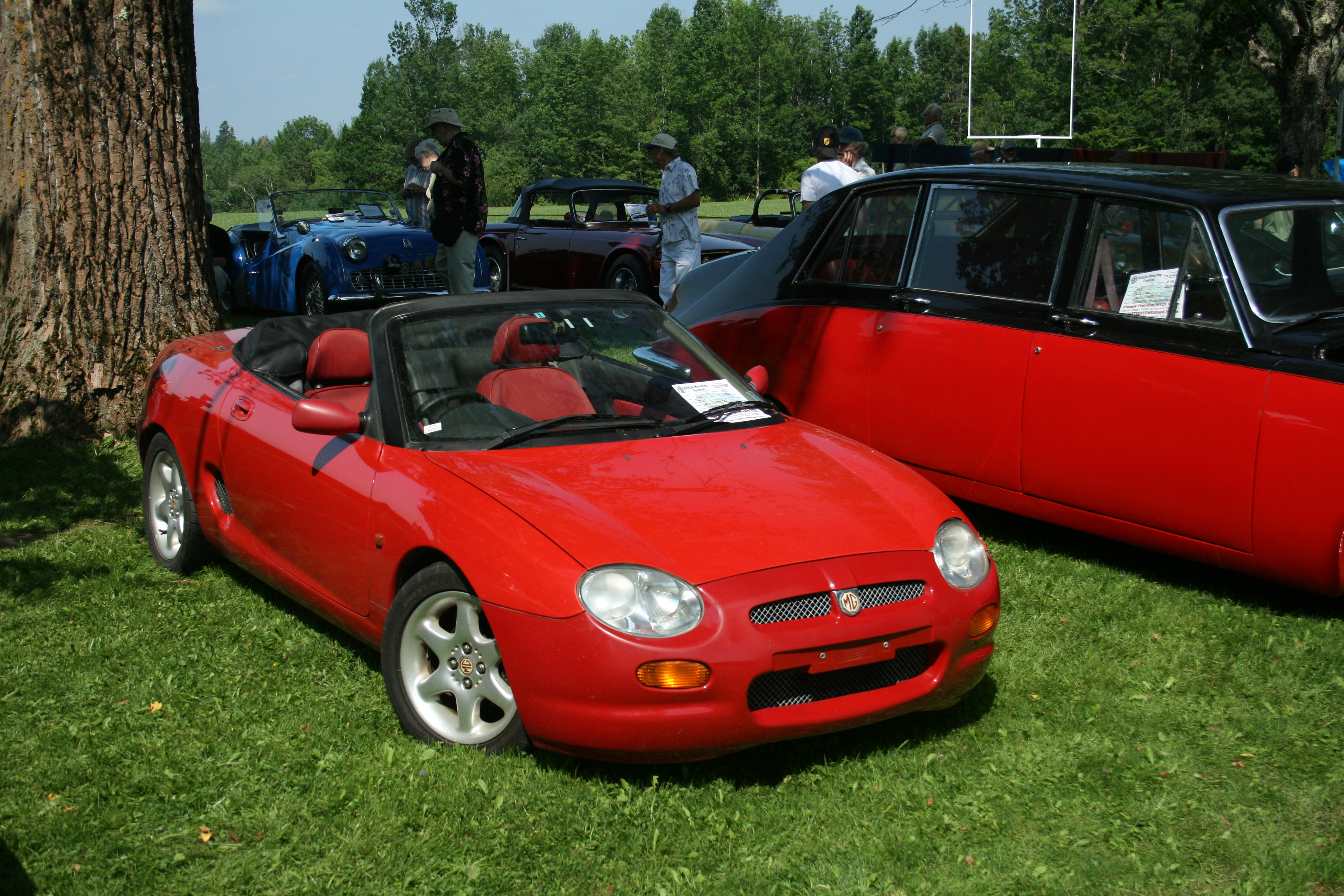
MG F

De MG F werd in de herfst van 1995 gelanceerd door Rover Group die toen in handen was van BMW.
Deze had een 1,8 liter K-Series motor, die ofwel 122 pk (89 kW) leverde, ofwel 147 pk (108 kW) in de krachtigere versie (de sterkere variant gebruikte VVC (variable valve control)). In beide gevallen maakte de wagen gebruik van een manuele 5-bak.
In de herfst van 1999 onderging de F een aantal aanpassingen, waaronder een vernieuwd interieur, een aantal stylingaanpassingen en nieuwe lichtmetalen velgen.
Er verschenen tijdens deze periode ook 2 nieuwe versies. Er kwam een nieuwe basisversie met een 1.6 liter K-series en een versie met een krachtigere 1,8 liter K-series met 160 pk (118 kW) die de Trophy 160 werd genoemd. Die laatste werd slechts een korte periode gebouwd.

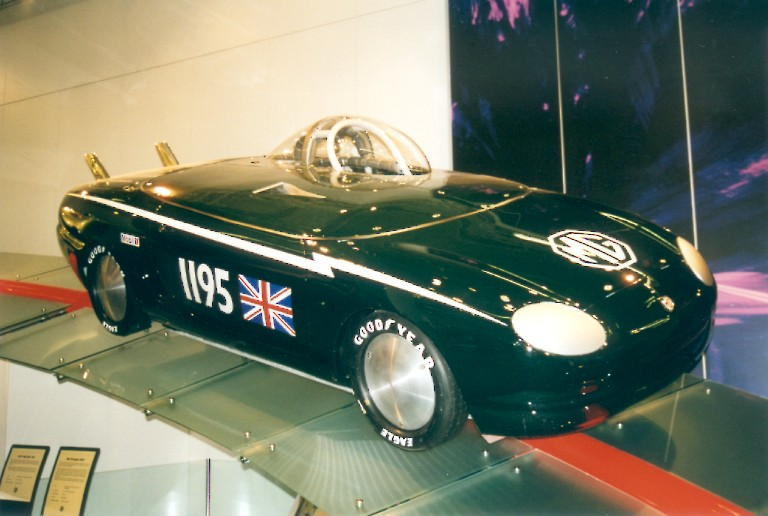
MG EXF

Een CVT-versnellingsbak (Steptronic) kwam in 2001 op de markt.
Er werden 77.269 MG F's gebouwd.

### MG EXF
Op 20 augustus 1997 haalde de EXF een snelheid van 349 km/u (217mph) in Bonneville. De speciaal gebouwde EXF kwam in een productie van 5 wagens met slechts 1 zetel die de traditie van MG met snelheidsrecords verder zette. De wagen had een 1.4 liter turbo K-Series motor met 329 bhp, en een weerstandscoëfficiënt onder de 0,25.

### Overzicht
| Benzinemotoren | Benzinemotoren | Benzinemotoren | Benzinemotoren              | Benzinemotoren      | Benzinemotoren | Benzinemotoren       | Benzinemotoren |
| Model          | Motor          | Motor          | Kracht                      | Koppel              | Topsnelheid    | 0-60 mph / 0–97 km/h | CO2 uitstoot   |
| -------------- | -------------- | -------------- | --------------------------- | ------------------- | -------------- | -------------------- | -------------- |
| 1.6            | 16K4F 1.6 L I4 | 1589 cc        | 112 PS; 82 kW bij 6250 rpm  | 145 Nm bij 4700 rpm | 187 km/u       | 9,0s                 | 177 g/km       |
| 1.8            | 18K4F 1.8 L I4 | 1796 cc        | 122 PS; 89 kW bij 5500 rpm  | 165 Nm bij 3000 rpm | 193 km/u       | 8,5s                 | 182 g/km       |
| 1.8 VVC        | 18K4K 1.8 L I4 | 1796 cc        | 147 PS; 108 kW bij 7000 rpm | 174 Nm bij 4500 rpm | 209 km/u       | 7,0s                 | 184 g/km       |
| 1.8 VVC        | 18K4K 1.8 L I4 | 1796 cc        | 159 PS; 117 kW bij 7000 rpm | 174 Nm bij 4500 rpm | 220 km/u       | 6,9s                 | 179 g/km       |

## MG TF

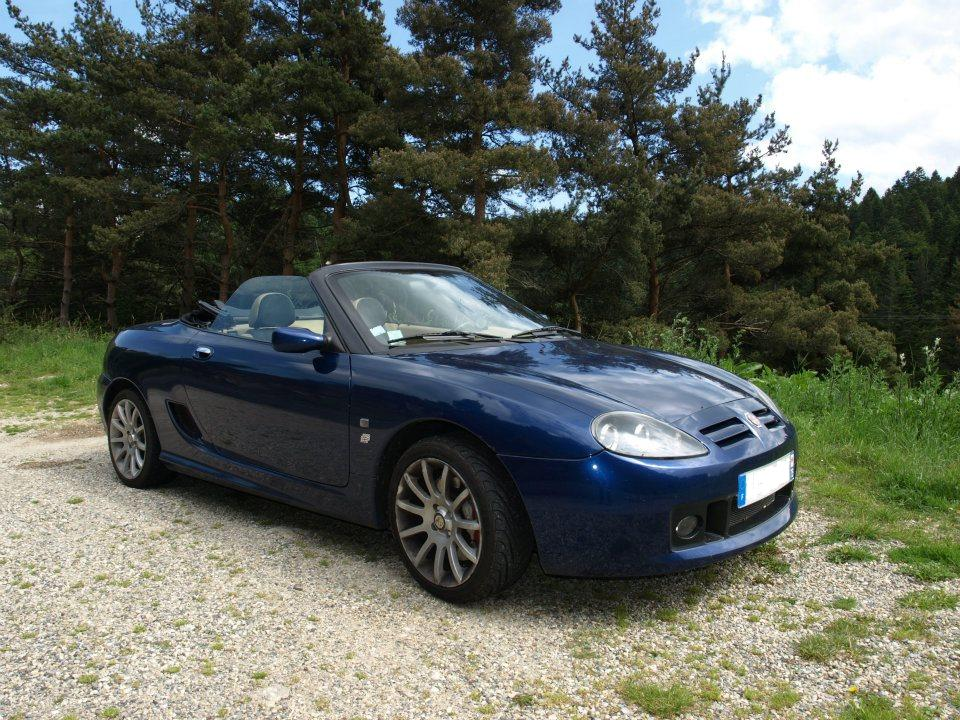
MG TF

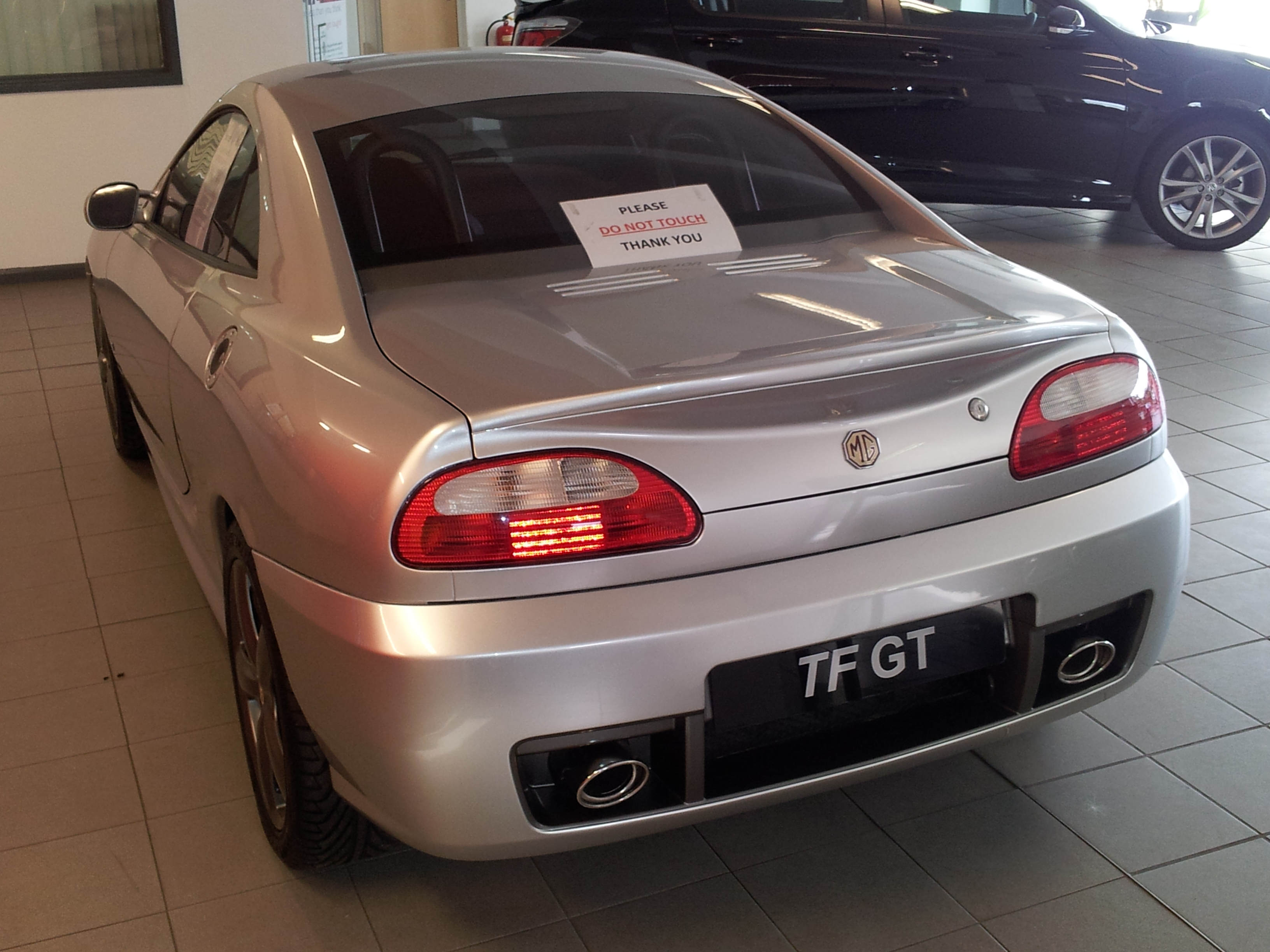
MG TF GT

In 2002 kwam de MG TF op de markt. Het merk was toen deel van de MG Rover Group. De wagen kreeg ten opzichte van de F enkele exterieur wijzigingen zoals nieuwe voorlampen maar ook technisch veranderden er een aantal dingen. Zo gebruikte de TF niet langer Hydragas ophanging zoals zijn voorganger. De wagen gebruikte nu klassieke schroefveren.
Er werden 39,249 MG TF’s gebouwd tussen 2002 en 2005.

### MG XPower TF 500
De XPower divisie van MG Rover bouwde in 2001 de TF XPower 500. Hiermee wouden ze net zoals bij de ZT XPower 500 tonen tot wat ze in staat waren. De wagen kreeg de XP-20 motor die ook in de MG-Lola EX257 lag. Deze had een Garrett turbocharger met anti-lag systeem. De wagen kreeg zo 500 pk en de motor was gekoppeld aan een sequentiële versnellingsbak met 6 versnellingen geproduceerd door X-Trac. Het exterieur was in de typische XPower kleuren.

### MG TF GT
In 2005 kwam Peter Stevens met het ontwerp van een coupe versie van de TF, de 'TF GT'. Dit was in dezelfde periode van de onthulling van de Rover 75 Coupé concept. Hij werd op verschillende events getoond maar door het faillissement is hij nooit in productie geraakt.

### MG TF 200 HPD
De TF 200 HPD was een hybride versie van de TF die werd voorgesteld als experiment door MG en MIRA eind 2003. De 200 HPD maakte gebruik van een 160 motor achterin en een elektrische motor voorin, deze zouden gecombineerd voor een vermogen van 200 PK zorgen zoals de naam doet vermoeden. Door de toevoeging van een elektromotor op de voorwielen verbeterde de tractie en zorgde dit voor 50/50 gewichtsverhouding. Mede door het faillissement is de auto niet verder geraakt dan een prototype.

### Overzicht
| Benzinemotoren       | Benzinemotoren | Benzinemotoren | Benzinemotoren              | Benzinemotoren      | Benzinemotoren | Benzinemotoren       | Benzinemotoren |
| Model                | Motor          | Motor          | Kracht                      | Koppel              | Topsnelheid    | 0-60 mph / 0–97 km/h | CO2 uitstoot   |
| -------------------- | -------------- | -------------- | --------------------------- | ------------------- | -------------- | -------------------- | -------------- |
| 115                  | 16K4F 1.6 L I4 | 1589 cc        | 116 PS; 85 kW bij 6250 rpm  | 145 Nm bij 4700 rpm | 190 km/h)      | 9.2s                 | 169 g/km       |
| 120 Stepspeed (Auto) | 18K4F 1.8 L I4 | 1796 cc        | 120 PS; 88 kW bij 5500 rpm  | 165 Nm bij 3000 rpm | 190 km/h)      | 9.7s                 | 199 g/km       |
| 135                  | 18K4F 1.8 L I4 | 1796 cc        | 136 PS; 100 kW bij 6750 rpm | 165 Nm bij 5000 rpm | 204 km/h)      | 8.2s                 | 189 g/km       |
| 160                  | 18K4K 1.8 L I4 | 1796 cc        | 160 PS; 118 kW bij 6900 rpm | 174 Nm bij 4700 rpm | 220 km/h)      | 6.9s                 | 179 g/km       |

### Na faillissement MG Rover
In maart 2007 zette Nanjing Automobile Group de productie van de TF verder. De productie eindigde in maart 2011. Er werden in deze periode 906 TF’s gebouwd.

## Verantwoording
Dit artikel of een eerdere versie ervan is een gedeeltelijke vertaling van het artikel MG F / MG TF op de Engelstalige Wikipedia, dat onder de licentie Creative Commons Naamsvermelding/Gelijk delen valt. Zie de bewerkingsgeschiedenis aldaar.